# Annitella sanabriensis
Annitella sanabriensis là một loài Trichoptera trong họ Limnephilidae. Chúng phân bố ở miền Cổ bắc.